# Zoch Verlag

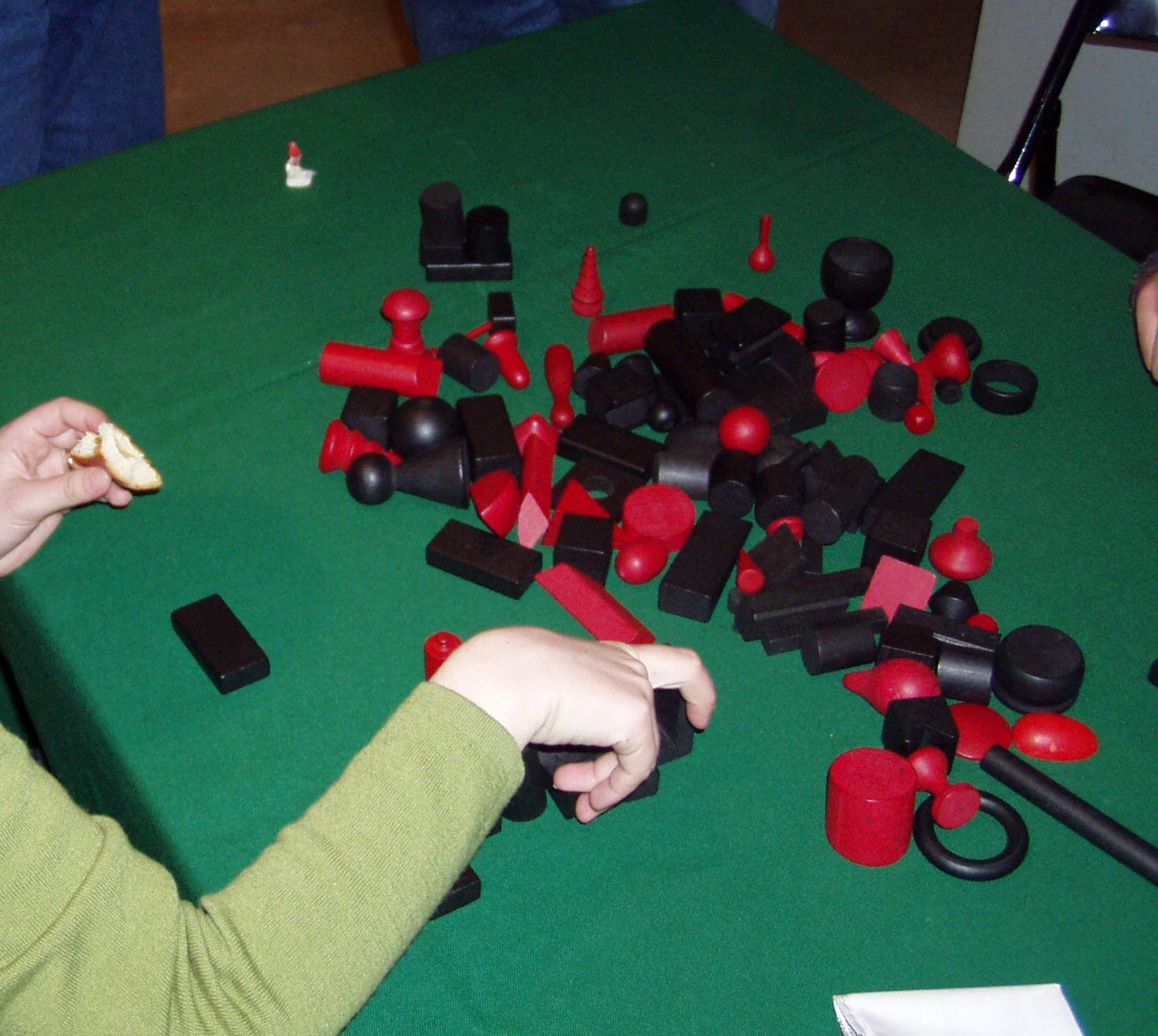
Schwarze Sack — одна з варіацій Bausack від видавництва Zoch

Zoch Verlag — німецьке видавництво настільних ігор. Основна увага приділяється фізичним іграм на спритність з дерева або з переважно дерев'яними компонентами для дітей і родин. Крім того, воно випускає ігри, в яких гравці повинні застосовувати тактичні навички.

## Історія

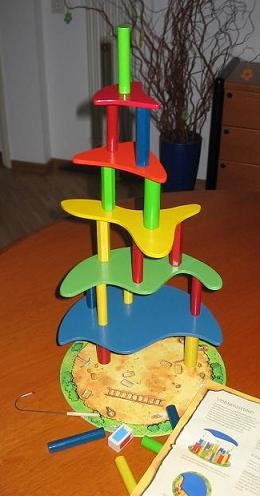
Villa Paletti — гра видавництва Zoch, відзначена нагородами

Видавництво було засноване у 1987 році директором Альбрехтом Верштайном та автором ігор Клаусом Цохом. Одразу після заснування було опубліковано першу гру: Bausack. У 2002 році новим партнером став Герман Гуттер.
Видавництво отримало багато нагород, зокрема Швейцарську ігрову премію Schweizer Spielepreis, численні відзнаки «spiel gut» та Deutscher Spiele Preis, яку присуджує ігрова спільнота.
1 лютого 2010 року видавництво було придбане концерном Simba Dickie Group, але продовжило існувати як марка. У 2015 році воно було приєднане до марки Noris-Spiele компанії Simba-Dickie та з того часу керується з Фюрта. У 2019 році марка Noris-Spiele увійшла до складу фірми Simba Toys GmbH & Co. KG.

## Відзнаки
- 1987: Bausack: Список рекомендованих ігор року Spiel des Jahres
- 1998: Chicken Cha Cha Cha: Спеціальна відзнака за дитячу гру Kinderspiel des Jahres
- 2001: Zapp Zerapp: Deutscher Kinderspiele Preis
- 2002: Villa Paletti: Гра року Spiel des Jahres, 2-ге місце дитячої гри за Швейцарською ігровою премією Schweizer Spielepreis
- 2004: Dawn Under: Німецька дитяча ігрова премія Deutscher Kinderspielepreis, 3-тє місце дитячої гри за Швейцарською ігровою премією
- 2005: Niagara: Гра року Spiel des Jahres, 2-ге місце Deutscher Spiele Preis, 3-тє місце за Швейцарською ігровою премією
- 2005: Manila: 3-тє місце Німецької ігрової премії, 2-ге місце за Швейцарською ігровою премією
- 2007: Burg Appenzell: Німецька дитяча ігрова премія Deutscher Kinderspiele Preis
- 2009: Nicht zu fassen: Graf Ludo — премія за ігровий дизайн
- 2011: Привид Розумака: Список рекомендацій ігор року Spiel des Jahres
- 2011: Da ist der Wurm drin: Kinderspiel des Jahres
- 2011: Professor Pünschge: MinD-Spieletipp
- 2015: Spinderella: Kinderspiel des Jahres